# Stebnyk
Stebnyk (ukrainisch Стебник; russisch Стебник Stebnik, polnisch Stebnik) ist eine ukrainische Stadt mit etwas mehr als 20.000 Einwohnern. Sie liegt in der Oblast Lwiw südlich der Bezirkshauptstadt Lwiw. Die nächstgrößere Stadt ist Drohobytsch, zu dessen Stadtgemeinde der Ort auch verwaltungstechnisch gehört, seit 2020 ist sie ein Teil des Rajons Drohobytsch.

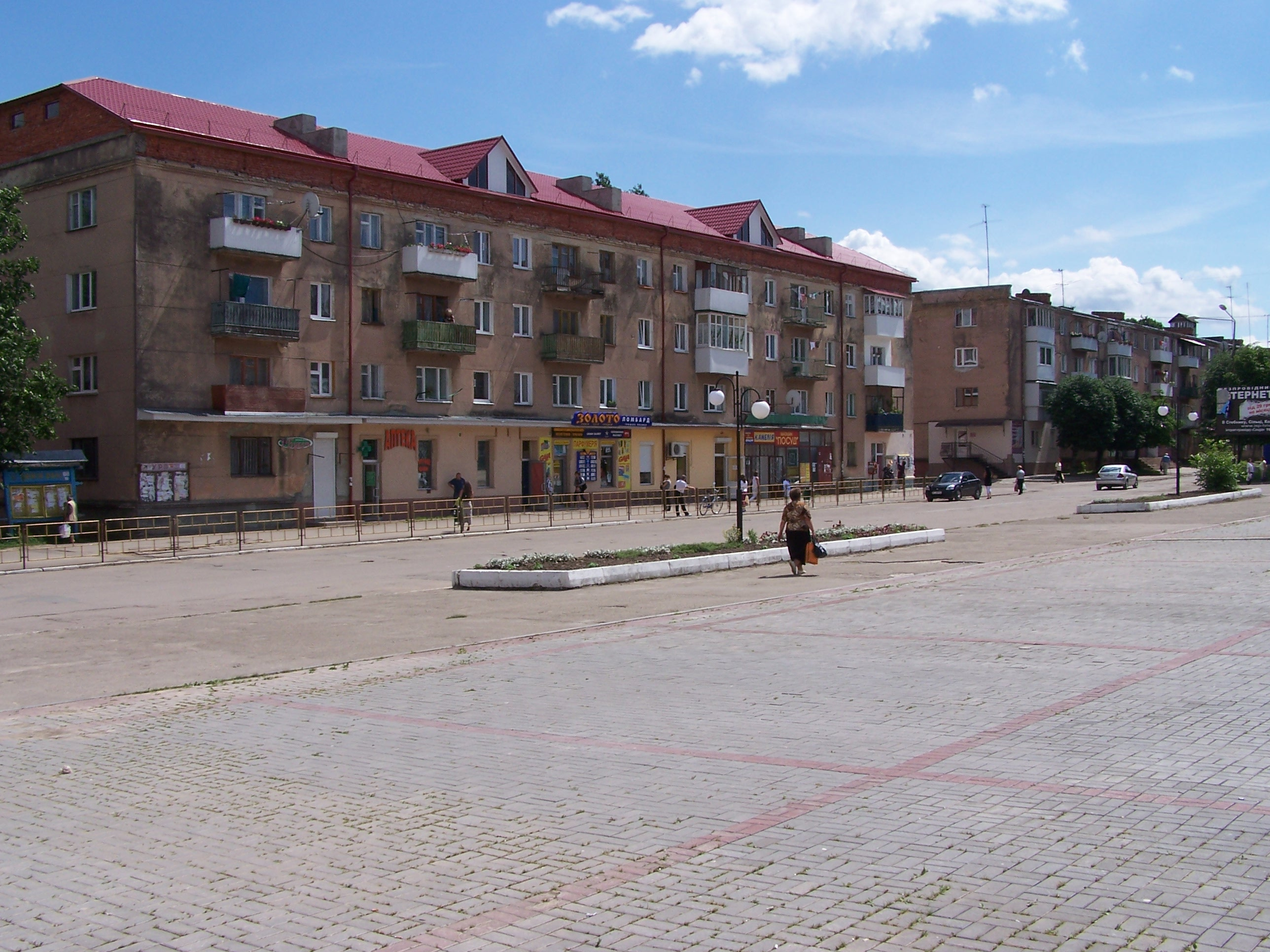
Blick in die Stadt

Die Ortschaft wurde 1440 zum ersten Mal schriftlich erwähnt und lag bis 1772 in der Adelsrepublik Polen, kam dann als Stebnik zum österreichischen Galizien (zuletzt im Bezirk Drohobycz) und wurde 1918/21 ein Teil der Zweiten Polnischen Republik (in der Woiwodschaft Lwów, Powiat Drohobycz, Gmina Stebnik). Nach dem Ende des Zweiten Weltkriegs kam die Stadt zur Sowjetunion in die Ukrainische SSR und wurde hier später zu Drohobytsch eingemeindet. Seit 1991 ist Stebnyk ein Teil der unabhängigen Ukraine.
Die Salzvorkommen rund um den Ort wurden schon im 19. Jahrhundert abgebaut, 1922 wurde eine große Kaliumsalz-Grube durch die Firma TESP (Towarzystwo Eksploatacji Soli Potasowej) aus Kałusz eröffnet, die beschleunigte die Entwicklung des Ortes enorm.
Unter sowjetischer Herrschaft wurde der Ort am 17. Oktober 1969 zu einer Siedlung städtischen Typs erhoben, am 21. Januar 1978 folgte dann die Verleihung des Stadtstatus.
Nach dem Zweiten Weltkrieg wurden die Dörfer Kolpez (1977, Колпець, polnisch Kołpiec) und Solez (Солець, polnisch Solec) eingemeindet.

## Persönlichkeiten
- Juliusz Leo (1861–1918), Stadtpräsident von Krakau